# Crepidacantha craticula
Crepidacantha craticula is een mosdiertjessoort uit de familie van de Crepidacanthidae. De wetenschappelijke naam van de soort is voor het eerst geldig gepubliceerd in 2006 door Tilbrook.